# Grenada na Letních olympijských hrách 2012
Grenada se účastnila Letní olympiády 2012. Zastupovalo ji 10 sportovců (6 mužů a 4 žen) ve 4 sportech.

## Medailisté
| Medaile | Jméno        | Sport    | Soutěž            |
| ------- | ------------ | -------- | ----------------- |
| Zlato   | Kirani James | Atletika | Muži běh na 400 m |